# Sierpiejsk
Sierpiejsk (ros. Серпейск) – miejscowość w obwodzie kałuskim Federacji Rosyjskiej, położona nad rzeką Sierpiejką.
Jeden z grodów warownych Księstw Wierchowskich, należących do Wielkiego Księstwa Litewskiego. Wzmiankowany po raz pierwszy w 1406 roku jako gród graniczny.
Od 1634 r. (pokój polanowski) włączony do Rosji. W miejscowości zachowały się dwie cerkwie z XVIII wieku.